# Chrismopteryx vicina
Chrismopteryx vicina là một loài bướm đêm trong họ Geometridae.